# Brømenholmen
Brømenholmen est une île norvégienne du comté de Hordaland appartenant administrativement à Bømlo.

## Description
Rocheuse et désertique, elle s'étend sur environ 143 m de longueur pour une largeur approximative de 52 m. 